# Diocesi di Cuddapah
La diocesi di Cuddapah (in latino Dioecesis Cuddapahensis) è una sede della Chiesa cattolica in India suffraganea dell'arcidiocesi di Hyderabad. Nel 2023 contava 134.690 battezzati su 6.974.917 abitanti. È retta dal vescovo Paul Prakash Saginala.

## Territorio
La diocesi si estende nella parte meridionale dello stato di Andhra Pradesh in India.
Sede vescovile è la città di Kadapa (altra grafia per Cuddapah), dove si trova la cattedrale di Santa Maria.
Il territorio è suddiviso in 68 parrocchie.

## Storia
La diocesi è stata eretta il 19 ottobre 1976 con la bolla Quoniam ad recte di papa Paolo VI, ricavandone il territorio dalla diocesi di Nellore.

## Cronotassi dei vescovi
Si omettono i periodi di sede vacante non superiori ai 2 anni o non storicamente accertati.
- Abraham Aruliah Somavarapa † (28 ottobre 1976 - 24 gennaio 1998 dimesso)
- Prakash Mallavarapup (22 maggio 1998 - 26 luglio 2002 nominato vescovo di Vijayawada)
- Doraboina Moses Prakasam  (26 luglio 2002 - 7 dicembre 2006 nominato vescovo di Nellore)
- Prasad Gallela (31 gennaio 2008 - 10 dicembre 2018 dimesso)[1]
  - Sede vacante (2018-2025)
- Paul Prakash Saginala, dall'8 marzo 2025

## Statistiche
La diocesi nel 2023 su una popolazione di 6.974.917 persone contava 134.690 battezzati, corrispondenti all'1,9% del totale.
| anno | popolazione | popolazione | popolazione | presbiteri | presbiteri | presbiteri | presbiteri                | diaconi | religiosi | religiosi | parrocchie |
| anno | battezzati  | totale      | %           | numero     | secolari   | regolari   | battezzati per presbitero | diaconi | uomini    | donne     | parrocchie |
| ---- | ----------- | ----------- | ----------- | ---------- | ---------- | ---------- | ------------------------- | ------- | --------- | --------- | ---------- |
| 1980 | 43.641      | 4.019.000   | 1,1         | 48         | 36         | 12         | 909                       |         | 16        | 122       | 31         |
| 1990 | 56.400      | 4.865.000   | 1,2         | 62         | 49         | 13         | 909                       |         | 24        | 197       | 38         |
| 1999 | 85.450      | 4.000.000   | 2,1         | 94         | 82         | 12         | 909                       |         | 12        | 285       | 56         |
| 2000 | 85.950      | 4.000.000   | 2,1         | 96         | 83         | 13         | 895                       |         | 15        | 200       | 57         |
| 2001 | 86.450      | 4.020.000   | 2,2         | 86         | 77         | 9          | 1.005                     |         | 30        | 255       | 58         |
| 2002 | 68.000      | 4.930.000   | 1,4         | 93         | 83         | 10         | 731                       |         | 31        | 310       | 58         |
| 2003 | 70.350      | 4.950.000   | 1,4         | 90         | 74         | 16         | 781                       |         | 38        | 265       | 59         |
| 2004 | 77.599      | 5.834.481   | 1,3         | 83         | 67         | 16         | 934                       |         | 72        | 326       | 59         |
| 2006 | 81.580      | 6.035.581   | 1,4         | 104        | 85         | 19         | 784                       |         | 75        | 280       | 51         |
| 2013 | 134.145     | 6.772.265   | 2,0         | 129        | 109        | 20         | 1.039                     |         | 76        | 315       | 59         |
| 2016 | 134.145     | 6.951.000   | 1,9         | 131        | 110        | 21         | 1.024                     |         | 82        | 315       | 73         |
| 2019 | 139.300     | 7.212.975   | 1,9         | 153        | 122        | 31         | 910                       | 1       | 111       | 286       | 68         |
| 2021 | 142.300     | 7.369.200   | 1,9         | 138        | 107        | 31         | 1.031                     |         | 103       | 290       | 68         |
| 2023 | 134.690     | 6.974.917   | 1,9         | 138        | 107        | 31         | 976                       |         | 103       | 218       | 68         |